# 田永江
田永江（?—），中華人民共和國政治人物、軍事人物、中國共產黨黨員、中国人民解放军少将。

## 生平
田永江歷任中國人民解放军驻香港部队深圳基地主任、驻香港部队副司令員、云南省軍區副司令員等职。